# Snežnik, Ilirska Bistrica
Snežnik je naselje na Krasu v Občini Ilirska Bistrica. Od leta 1989 je samostojno naselje. Sestavljajo ga gozdarske koče in zaselki ter novejše počitniške hišice. Nastal je iz delov Ilirske Bistrice in Koritnic. K naselju spadajo tudi Gomance, Mašun in Sviščaki. Gomance so dostopne po cesti iz Zabič. Mašun obsega nekaj gozdarskih koč in gradič rodbine Schonburg-Waldenburg, ki je bila do 2. svetovne vojne lastnica večjega dela snežniških gozdov. Od nekdanjega Schonburgovega lovskega gradiča iz leta 1874 sta se ohranila le dva slikovita stolpiča. Mašun je najlažje dostopen po cesti iz Pivške kotline. Sviščaki (1241 m), gorski rekreacijski center, so privlačna izletniška točka. Tu je planinski dom, večje naselje počitniških hišic, smučišče in izhodišče poti na Veliki Snežnik. Na vrhu Snežnika je planinsko zavetišče. Na Mašunu in na Okroglini so gojitvena lovišča. Poleg lovcev so pogosti obiskovalci gozdnih planot pohodniki in kolesarji. Leta 2015 je imelo 18 prebivalcev.
Čez Snežnik poteka Evropska pešpot E-6.